# Greco-australiani
I greco-australiani sono dei cittadini dell'Australia di origini greca. Il censimento del 2011 census ha registrato 378.270 persone di origine greca e 99.939 persone nate in Grecia, rendendo l'Australia la casa di una delle maggiori comunità greche al mondo. 
 
I greci sono il settimo gruppo etnico in Australia per dimensione .
L'immigrazione greca in Australia è stata uno dei più importanti flussi migratori nella storia dell'Australia, soprattutto dopo la Seconda Guerra Mondiale. Nel 2015 il flusso è tutt'altro che rallentato, ma è anzi aumentato dopo la crisi economica che ha afflitto il Paese europeo : l'Australia è una delle principali destinazioni per gli emigranti, soprattutto Melbourne, dove la comunità greca è più consistente .

## Greco-australiani famosi
- George Miller, regista
- Yanis Varoufakis, politico ed economista
- Alex Perry, stilista
- Mark Philippoussis, tennista
- Ange Postecoglou, calciatore
- Jason Gillespie, giocatore di cricket